# بمارشه
بمارشه روستایی از توابع بخش مرکزی شهرستان سلسله در استان لرستان ایران است.

## جمعیت
این روستا براساس سرشماری مرکز آمار ایران در سال ۱۳۸۵، جمعیت آن ۲۴۲ نفر (۴۶خانوار) بوده‌است.